# Roxita mululella
Roxita mululella là một loài bướm đêm trong họ Crambidae.